# Tierra-Uno
Tierra-Uno (también conocida como Tierra-1) es el nombre dado a dos universos de ficción (las versiones pre-crisis y post-crisis del mismo universo) que aparecen en historietas estadounidenses publicadas por DC Comics. La primera Tierra-Uno obtuvo su nombre en Justice League of America número 21 (agosto de 1963), luego de que en The Flash 123 (septiembre de 1961) se explicara cómo versiones de personajes de la edad de oro (Tierra-2) podían aparecer en las historias junto a su homólogos de la edad de plata como los Flash Jay Garrick y Barry Allen. La continuidad de Tierra-Uno incluye la de los héroes de DC Comics de la edad de plata, como la Liga de la Justicia de América. Tierra-Uno, junto a otras cuatro Tierras sobrevivientes del Multiverso DC, fueron fusionados en un solo universo a partir de la miniserie Crisis en las tierras infinitas. Los personajes de esta nueva versión de la Tierra fueron principalmente versiones de personajes de Tierra-Uno (por ejemplo Supermán o Batman), pero otros personajes de las demás Tierras fueron "incluidos". Años más tarde, en la miniserie Crisis Infinita, Tierra-Uno fue resucitada y fusionada con la Tierra primaria de ese momento para crear una Nueva Tierra que hizo regresar aspectos de la historia de la Tierra-Uno original. En 2007, una nueva versión de Tierra-Uno fue creada tras los eventos ocurridos en la serie 52.

## Versión pre-Crisis

### Flash de Dos Mundos
Cada uno de los personajes de DC Comics originalmente se sugería que existían cada uno en su propio mundo, donde los superhéroes nunca se encontraban uno con el otro. De todas formas, esto cambió cuando se formaban alianzas entre algunos personajes. Varias publicaciones, incluyendo All Star Comics (donde se relataban historias de la Sociedad de la Justicia de América), Leading Comics (donde ocurrían las historias de los Siete Soldados de la Victoria) y otras revistas mostraban un "universo compartido".
DC Comics ya usaba ocasionalmente Tierras alternativas en algunas historias, pero luego no se las seguía usando. Además, muchas de estas Tierras alternativas tenían tal diferencia que nadie podía confundirla con la llamada Tierra real. Eso cambió cuando se estableció la existencia de otra Tierra en la historia titulada "Flash of Two Worlds" en la cual Barry Allen, el Flash moderno que luego sería conocido como Flash de Tierra-Uno (el escenario principal de las historias de la edad de plata) viaja por primera vez a otra Tierra al vibrar accidentalmente a la velocidad exacta como para aparecer en Tierra-Dos, donde se encuentra con Jay Garrick, su homólogo de esa Tierra.

### Eventos importantes
- More Fun Comics 101 (1944): primera aparición de Superboy.[3] De acuerdo al canon, Supermán de Tierra-Dos no comenzó a luchar contra el crimen hasta que llegó a la ciudad de Metrópolis ya de adulto, por lo que esta es la primera aparición de un personaje de Tierra-Uno en las historietas.

- Superman 46 (1947): una aventura de Supermán que contiene relatos en retrospectiva con respecto a sus años de adolescente como Superboy[4] conecta a ambos. De todas formas, esta versión es inconsistente con historias posteriores ya que muestra a un joven Clark Kent como estudiante en el secundario de Metrópolis en lugar de Smallville, lo cual fue establecido recién en el número 2 de la revista Superboy en 1949. Mucho más tarde, en 2005, DC Comics publicó en Crisis on Infinite Earths: Absolute Edition donde se detallaba que esta y muchas otras historias que mostraban a personajes como Captain Thunder, Batman y Wonder Woman en formas que entraban en conflicto con sus respectivos cánones ocurrían en Tierra-Cuarenta,[5] en lugar de Tierra-Uno o Tierra-Dos.
- Superman 76 (1952): la primera vez que Batman y Supermán de Tierra-Uno forman equipo. Ambos se conocen en esta historia.[6] Sus homólogos de Tierra-Dos ya se conocían en los tiempos de la Sociedad de la Justicia de América en la década de 1940.
- (1954): Los títulos de Supermán y Batman en forma no oficial pasan a contar historias de estos personajes de Tierra-Uno, a pesar de que en ese entonces no era evidente.
- Superman's Pal Jimmy Olsen 1 (1954): primer número del título derivado basándose en un personaje secundario de las historias de Superman series.[7]
- Detective Comics 225 (1955): la primera aparición del Detective Marciano.[8]
- Showcase 4 (1956): popularmente la revista que da inicio a la edad de plata con historias de Tierra-Uno (a pesar de que no se la menciona como tal), donde se presenta a Barry Allen como The Flash.[9]
- Adventure Comics 246 (1958): la primera aparición, aunque de manera no oficial, de Flecha Verde de Tierra-Uno.[10]
- Wonder Woman 98 (1958): la primera aparición (no oficial) de Mujer Maravilla de Tierra-Uno.[11]
- Adventure Comics 260 (1959): la primera aparición de Aquaman de Tierra-Uno.[12]
- Showcase 22 (1959): primera aparición de Hal Jordan, el Linterna Verde de Tierra-Uno.[13]
- The Brave and the Bold 34 (1961): la primera aparición de Katar Hol, el Hombre Halcón de Tierra-Uno.[14]
- The Flash 123 (1961): "The Flash of Two Worlds" Barry Allen se encuentra con Jay Garrick. Esta es la primera historia que explica el concepto del Multiverso, dando a entender que las aventuras de Barry Allen y Jay Garrick tomaban lugar en Tierras similares pero en dimensiones diferentes.[1]
- Showcase 34 (1961): primera aparición de Ray Palmer, el Atom de Tierra-Uno. Earth-One.[15]
- Justice League of America 21 (1963): "Crisis on Earth-One" el primer trabajo en equipo entre la Liga de la Justicia y la Sociedad de la Justicia, lo cual pasaría a formar un evento anual en la revista Justice League of America. Esta es la historia donde Tierra-Uno y Tierra-Dos reciben su nombre.[16]
- Green Lantern (vol. 2) 85 (1971): "Snowbirds Don't Fly" Una historia que se enfoca en la adicción a las drogas, mostrando a Roy Harper, el pupilo de Flecha Verde, siendo adicto a la heroína.[17] La historia ganó el Premio Shazam a la Mejor Historia Original.
- Justice League of America 100 (1972) Esta historia establece que el equipo de Flecha Verde y Speedy de la década de 1940 eran los correspondientes a Tierra-Dos. En este encuentro anual entre la JLAy la JSA presentaba el regreso de los Siete Soldados de la Victoria del cual ambos formaban parte.[18][19]
- Swamp Thing 1 (1972): la primera aventura de Alec Holland, la Cosa del Pantano.[20] La historia ganó en 1972 el Premio Shazam a la Mejor Historia Original.
- Justice League of America 244 / Infinity, Inc. 19 (1985): la última historia donde la Liga de la Justicia y la Sociedad de la Justicia forman equipo antes de que Tierra-Uno y Tierra-Dos fueran fusionadas.[21][22]
- Crisis on Infinite Earths 10 (1986): En este número, Tierra-Uno, Tierra-Dos, Tierra-Cuatro (hogar de los héroes de la editorial Charlton Comics), Tierra-S (hogar de los héroes de la editorial Fawcett Comics) y Tierra-X (hogar de los héroes de Quality Comics) son combinadas en una única realidad que se daría en llamar Nueva Tierra.[23]
- DC Comics Presents 97 (1986): "Phantom Zone: The Final Chapter" Oficialmente la última historia de Tierra-Uno.[24]
- Superman 423 y Action Comics 583 (1986): "Whatever Happened to the Man of Tomorrow?": La última historia del Supermán de Tierra-Uno,[25] a pesar de que técnicamente está clasificada como una historia imaginaria y no una historia oficial de Tierra-Uno. En la historia participan varios superhéroes de Tierra-Uno.[26][27]

### Destrucción
Crisis en las Tierras Infinitas (1985–1986) fue un esfuerzo por parte de DC Comics de limpiar su continuidad, resultando en que los múltiples universos se combinaran en uno solo. Esto terminó con la destrucción del multiverso y la posterior aparición de la Tierra.

## Versión post-52
Al final de la miniserie Crisis Infinita, el mundo resultante es ahora llamado "Nueva Tierra". Ahora hay 52 universos: Nueva Tierra (o Tierra-9) y las Tierras 1 a 51. En el número final de la serie semanal 52 se revela que cincuenta y dos mundos duplicados fueron creados y todos, excepto la Nueva Tierra han sido alterados con respecto a su encarnación original.
Earth-1 es presentada en la novela gráfica Superman: Earth One.

## En otros medios
- En la serie televisiva The Flash de la cadena The CW, el equipo Flash encuentra metahumanos y duplicados de amigos y colegas de otra Tierra inter-dimensional a la cual ellos llaman "Tierra-2", mientras que se refieren a la propia como "Tierra-1". El Harrison Wells de Tierra-2 está algo resentido con esto: a pesar de en general acepta la terminología, cada tanto le recuerta a Cisco Ramon y a Barry Allen que su Tierra puede, desde su perspectiva, ser llamada Tierra-1.